# 悼公 (許)
許 悼公（きょ とうこう、? - 紀元前523年）は、春秋時代の諸侯国の許の君主の一人。姓は姜、名は買。在位期間は紀元前546年から紀元前523年とされている。

## 生涯
元年（紀元前546年）夏、魯の叔孫豹は晋の趙武・楚の屈建・蔡の公孫帰生・衛の石悪・陳の孔奐・鄭の良霄・許人・曹人らと宋で会合した。
二年（紀元前545年）、宋での盟を反故にし、魯の襄公・宋の平公・陳の哀公・鄭の簡公・許の悼公が楚に赴いた。
三年（紀元前544年）夏四月、楚の康王を葬った。許の悼公及び、魯の襄公・陳の哀公・鄭の簡公が送葬し、西門外まで見送った。諸侯の大夫は皆、墓まで見送った。郟敖が即位して王子囲が令尹となった。
四年（紀元前543年）、鄭の良霄が許に出奔したが、鄭人によって良霄は殺された。
九年春正月（紀元前539年12月），悼公如楚，楚霊王止之；遂止鄭簡公，復田江南，悼公与焉。夏，悼公・楚霊王・蔡霊侯・陳哀公・鄭簡公・徐公・滕成公・頓公・胡公・沈子・邾荘公・小邾穆公・宋世子佐・淮夷会於申。秋，七月，悼公・楚霊王・蔡霊侯・陳哀公・胡公・頓公・沈子・淮夷伐呉，宋世子佐・鄭簡公先帰，宋華費遂・鄭大夫従。使屈申囲朱方。八月甲申，克之，執斉慶封而尽滅其族。将戮慶封，椒挙曰：“臣聞無瑕者可以戮人。慶封惟逆命，是以在此，其肯従於戮乎？播於諸侯，焉用之？”王弗聴，負之斧鉞，以徇於諸侯，使言曰：“無或如斉慶封弑其君，弱其孤，以盟其大夫！”慶封曰：“無或如楚共王之庶子囲（霊王）弑其君兄之子員（郟敖）而代之，以盟諸侯！”王使速殺之。遂以諸侯滅頼。頼子面縛銜璧，士袒，輿櫬従之，造於中軍。王問諸椒挙，対曰：“成王克許，許僖公如是。王親釋其縛，受其璧，焚其櫬。”王従之。遷頼於鄢。楚霊王欲遷許於頼，使鬬韋亀与公子弃疾城之而還。
十年（紀元前537年）冬、許の悼公・楚の霊王・蔡の霊侯・陳の哀公・頓公・沈子・徐人・越人が呉を討伐した。
十四年（紀元前533年）春二月庚申（1月28日）、楚の公子弃疾（後の平王）が許を葉から夷（後の城父邑）に遷都させた。
楚の霊王は蔡を滅ぼした時に、許・胡・沈・道・房・申を荊に遷していた。十八年（紀元前529年）秋、楚の平王は元に戻した。
二十三年（紀元前524年）、楚は許を析（後の白羽邑）に遷した。
二十四年（紀元前523年）夏、悼公は病に罹った。五月戊辰（4月8日）、世子止が薬を薦め、その薬によって亡くなった。世子止は晋に奔した。そのため、「弑其君（その君を殺した）」とある。君子の評は「尽心力以事君、捨薬物可也」とある。冬、悼公を葬った。

## 家庭

### 父
- 霊公

### 子
- 世子止（中国語版）
- 公子虺（中国語版）
- 許男斯